# 影森駅

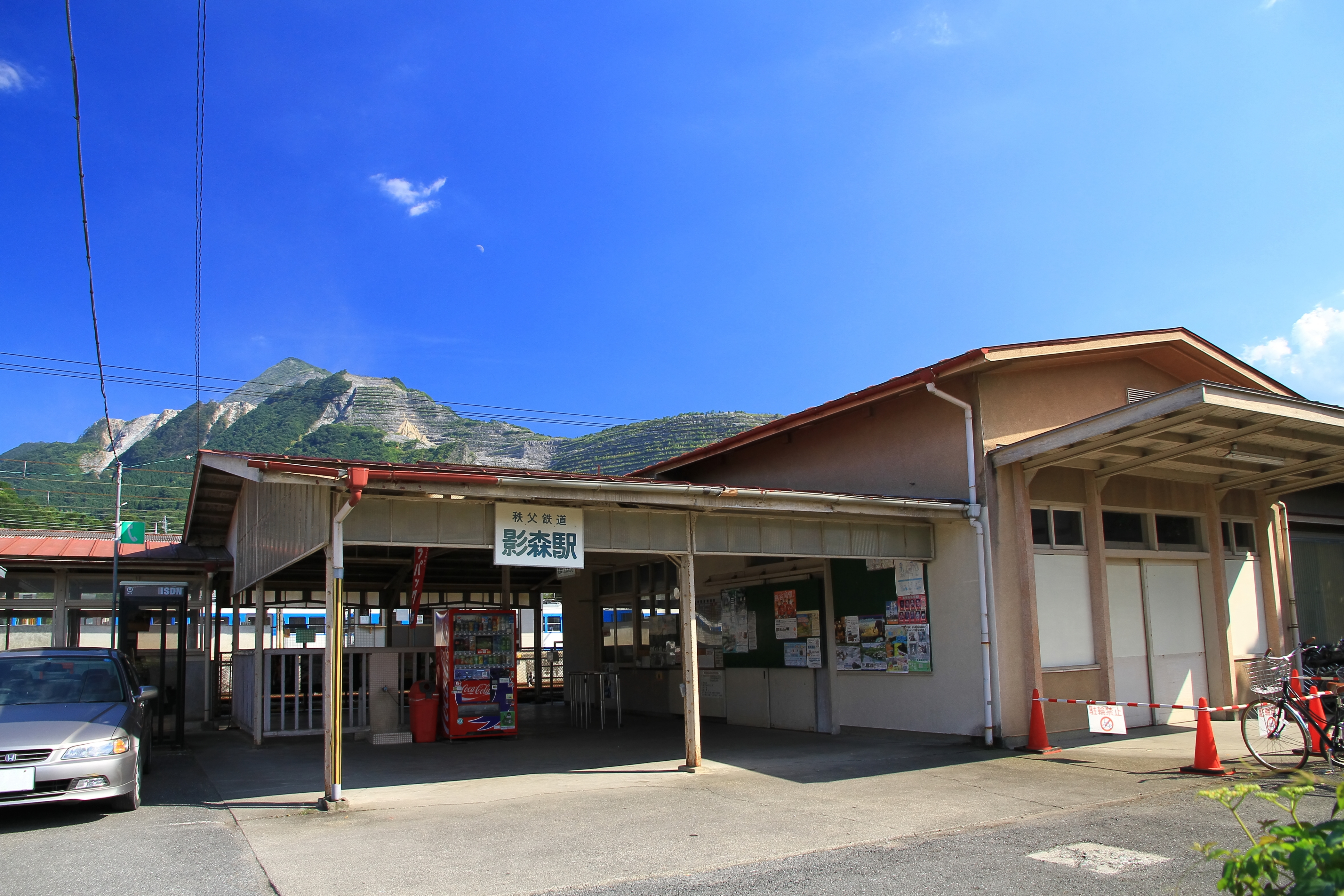
旧駅舎（2012年8月）

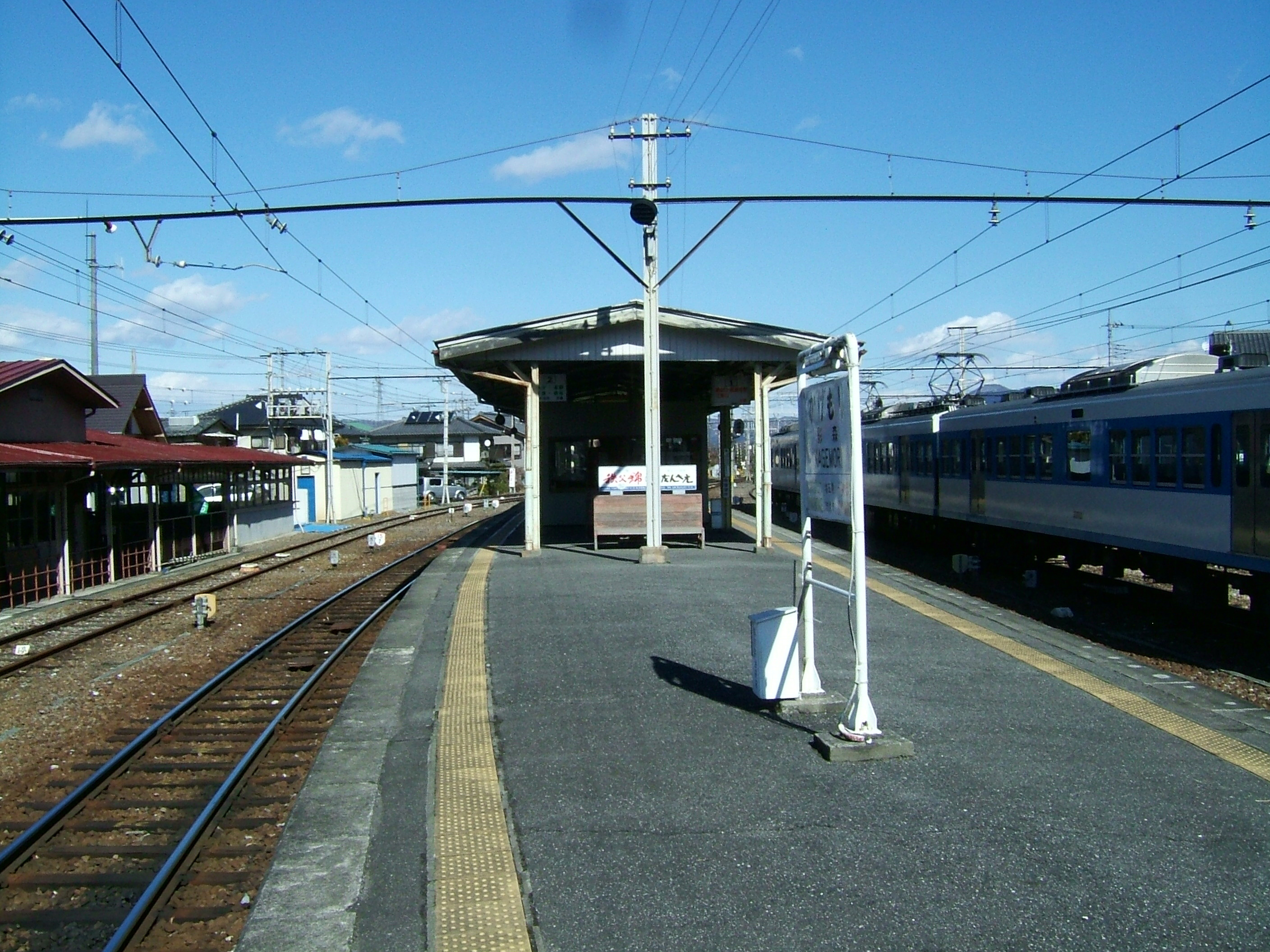
ホーム（2008年2月）

影森駅（かげもりえき）は、埼玉県秩父市上影森にある、秩父鉄道秩父本線の駅である。駅番号はCR32。

## 歴史
- 1917年（大正6年）9月27日 - 開業。
- 1918年（大正7年）9月16日 - 武甲線開業。貨物営業のみ[1]。
- 1924年（大正13年）秩父セメント石灰石鉱山（現秩父太平洋セメント三輪鉱業所）開設。
- 1928年（昭和3年）5月31日 秩父電気工業（現レゾナック秩父事業所）専用線開業（軌間762mm 動力蒸気）[2]。
- 1959年（昭和34年）2月28日 専用線廃止。
- 1984年（昭和59年）2月1日 - 武甲線廃止[3]。
- 2008年（平成20年）2月8日 - 構内安全側線でブレーキ故障の貨物列車の横転脱線事故が発生。人的被害は機関士1名が軽傷を負ったのみ。当該機であるデキ106は廃車となった。
- 2010年（平成22年）3月6日 - ダイヤ改正により急行「秩父路」の全列車が停車するようになる。
- 2016年（平成28年）
  - 4月23日 - 旧駅舎及び宿舎を取り壊し。地下連絡路の入り口のみ残される。
  - 12月1日 - 旅客案内情報デジタルサイネージ[注釈 1]・監視カメラ・遠隔放送装置の運用を開始。
- 2022年（令和4年）3月12日 - ICカード「PASMO」の利用が可能となる[4]。

## 駅構造
島式ホーム1面2線を有する地上駅。直営駅である。管理駅でもあるが、当駅は自駅のみを単独で管理している（周辺の駅は秩父駅が管理）。駅係員勤務時間は初電（5時頃）から終電（22時過ぎ）までである。
簡易PASMO改札機設置駅。有人駅であるが、当駅窓口ではPASMOの発売・再発行・払い戻しを取り扱っていない。また、PASMOチャージ機を設置していないため、チャージは駅窓口で取り扱う。
ホーム羽生方面より、駅長室、自動券売機及び駅務室、待合室がある。かつては地下通路入口の駅舎で出改札業務を行い、ホーム上に駅舎が移った後もかつての木造駅舎や改札ラッチ等が残っていたが、これらの施設は2016年に駅入口の階段部分の屋根を除き解体され、跡地は日貸駐車場及び月極駐車場とされた。
ホームが曲線上に位置するため、2番線の場合、自社通勤型車両では各車両中程の2か所のみドアが開く。
改札口はホーム上にある。
旅客案内情報デジタルサイネージは駅入口側地下連絡路の上に設置されている。

### のりば
| 番線 | 路線    | 方向 | 行先                                     | 備考                                     |
| ---- | ------- | ---- | ---------------------------------------- | ---------------------------------------- |
| 1    | ■秩父線 | 下り | 三峰口方面                               |                                          |
| 2    | ■秩父線 | 上り | 秩父・長瀞・寄居・熊谷・行田市・羽生方面 | 西武秩父着の列車あり（次の駅は西武秩父） |

- トイレは改札外にある。

### 三輪線

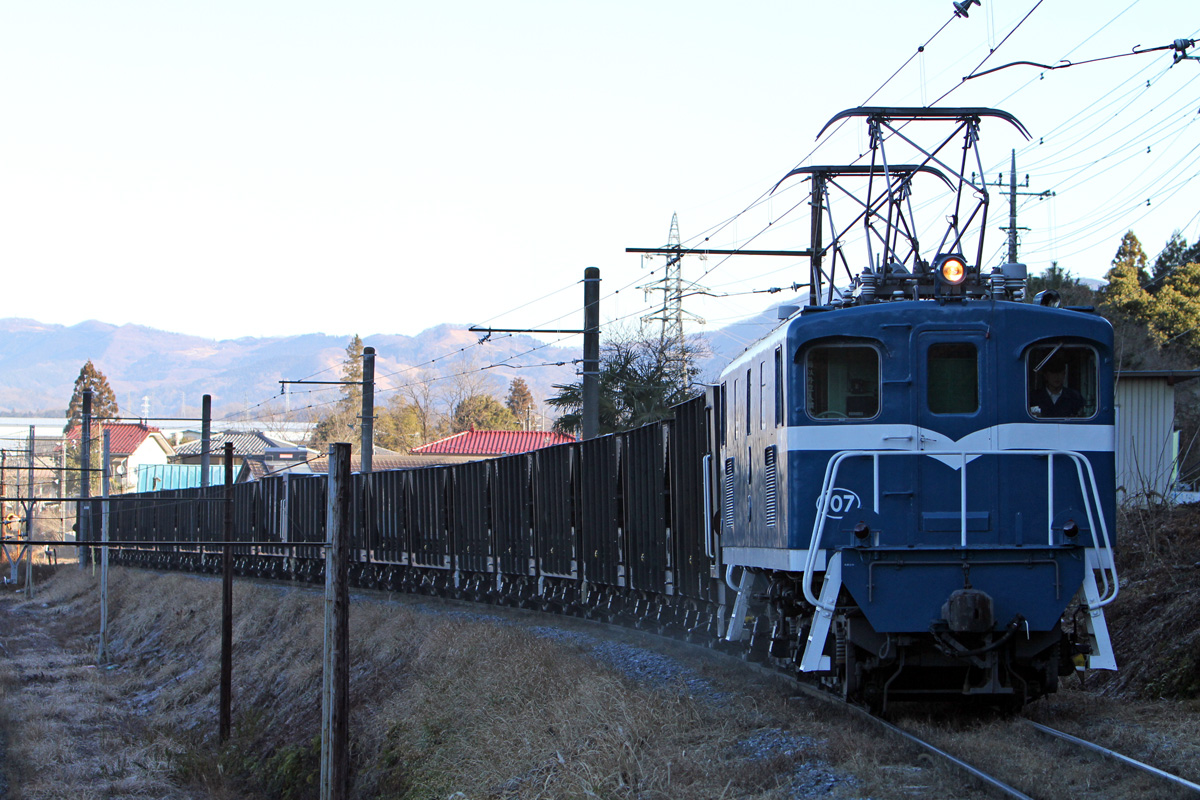
三輪線の勾配を登っていく貨物列車(2012年1月)

当駅南1 km弱の山腹にある秩父太平洋セメント三輪（みのわ）鉱業所へ続いている、構外側線（専用鉄道）。鉱業所での製品製造終了などにより、貨物輸送量と発着する列車は減少傾向にある。
路線は急勾配で、線路は機関車が撒いた砂が目立つ。終点には三輪鉱山で採掘された石灰石積込用のホッパーが設置され、石灰石は秩父本線・三ヶ尻線経由で三ヶ尻駅（太平洋セメント熊谷工場）へ輸送されている。
ホッパーへ貨車を押し込むため、スイッチャー・D502が使用されている。
秩父本線と三輪線の間で別の斜路を上ってゆく使われていない線路が、廃止された武甲線である。

### 配線図
| ← 三峰口 方面                 | 影森駅 鉄道配線略図 | → 秩父 方面 |
| 凡例 出典: 武甲線は1984年廃止 |                     |             |

## 利用状況
- 2019年度の1日平均乗車人員は232人である。

| 年度               | 乗車人員 （1日平均） |
| ------------------ | -------------------- |
| 2009年（平成21年） | 264                  |
| 2010年（平成22年） | 252                  |
| 2011年（平成23年） | 234                  |
| 2012年（平成24年） | 243                  |
| 2013年（平成25年） | 256                  |
| 2014年（平成26年） | 262                  |
| 2015年（平成27年） | 247                  |
| 2016年（平成28年） | 243                  |
| 2017年（平成29年） | 229                  |
| 2018年（平成30年） | 244                  |
| 2019年（令和元年） | 232                  |

| 年度 | 発送貨物（トン） | 到着貨物（トン） |
| ---- | ---------------- | ---------------- |
| 1962 | 2,626,314        | 85,068           |
| 1963 | 2,520,479        | 82,483           |
| 1966 | 3,300,231        | 57,416           |
| 1973 | 5,398,857        | 32,625           |
| 1979 | 5,166,858        | 3,600            |
| 1983 | 4,149,344        | 978              |
| 1989 | 4,083,192        |                  |
| 1994 | 2,493,560        |                  |
| 1999 | 1,051,960        |                  |
| 2009 | 563,040          |                  |
| 2010 | 516,120          |                  |
| 2011 | 492,320          |                  |

- 埼玉県統計年鑑各年度版

## 駅周辺
- 国道140号
- 埼玉県道209号小鹿野影森停車場線
- 荒川
  - 柳大橋
  - 巴川橋
- 秩父市役所影森出張所
- 影森郵便局

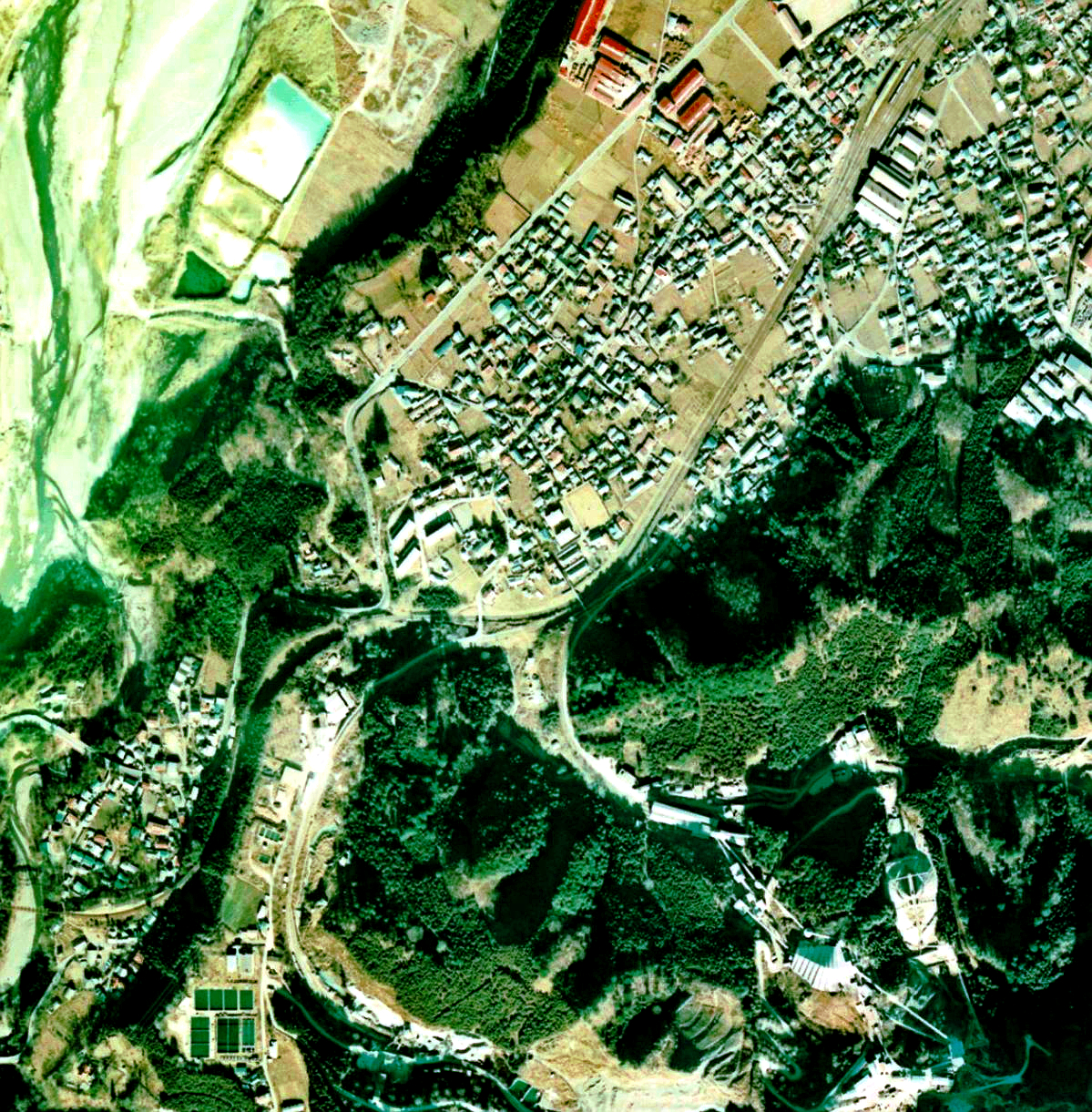
影森駅（右上）、浦山口駅（左下）間空中写真（1974年撮影 国土画像情報オルソ化空中写真・国土交通省より）。三輪線（中央下）・武甲線（左中下）が伸びている

- 秩父市立影森中学校 - 卒業式の歌・『旅立ちの日に』で知られる。
- 秩父市立影森小学校
- ベルク 秩父影森店
- 秩父札所26番 円融寺
- 秩父札所27番 大渕寺

## 路線バス
| 乗り場     | 乗り場 | 系統          | 主要経由地                 | 行先         | 運行会社     | 備考 |
| ---------- | ------ | ------------- | -------------------------- | ------------ | ------------ | ---- |
| 影森小学校 |        | 久那線        | 浦山常盤橋・花見の里・久那 | 西武秩父駅   | 西武観光バス |      |
| 影森小学校 | 市内線 |               | 浦山常盤橋                 | 西武観光バス |              |      |
| 影森小学校 |        | 久那線 市内線 | 中町・秩父駅               | 西武秩父駅   | 西武観光バス |      |

## 隣の駅
秩父鉄道
■秩父本線
□SLパレオエクスプレス
通過
■急行「秩父路」（当駅から三峰口方面は土休日のみ運転）
御花畑駅 (CR31) - 影森駅 (CR32) - 三峰口駅 (CR37)
□各駅停車
御花畑駅 (CR31) - 影森駅 (CR32) - 浦山口駅 (CR33)
■各駅停車（下り西武線直通および上り西武秩父行き列車）
西武秩父駅 (SI36)（西武秩父線） - 影森駅 (CR32) - 浦山口駅 (CR33)

### 廃止路線
秩父鉄道
武甲線
影森駅 - 武甲駅